# Биз Минервоа
Биз Минервоа (фр. Bize-Minervois) је насељено место у Француској у региону Лангдок-Русијон, у департману Од.
По подацима из 2011. године у општини је живело 1086 становника, а густина насељености је износила 52,21 становника/km².

## Демографија
| 1962. | 1968. | 1975. | 1982. | 1990. | 2011. |
| ----- | ----- | ----- | ----- | ----- | ----- |
| 1.004 | 1.001 | 921   | 783   | 807   | 1.086 |